# Severino Minelli
Severino Minelli (Küsnacht, Zürich kanton, 1909. szeptember 6. – 1994. szeptember 23.) svájci labdarúgóhátvéd, edző.